# مقاطعة إسلام شهر
مقاطعة إسلام شهر (بالفارسية: شهرستان اسلامشهر) هي مقاطعة تقع في طهران في إيران. يقدر عدد سكانها بـ 447,192 نسمة .

## معرض صور

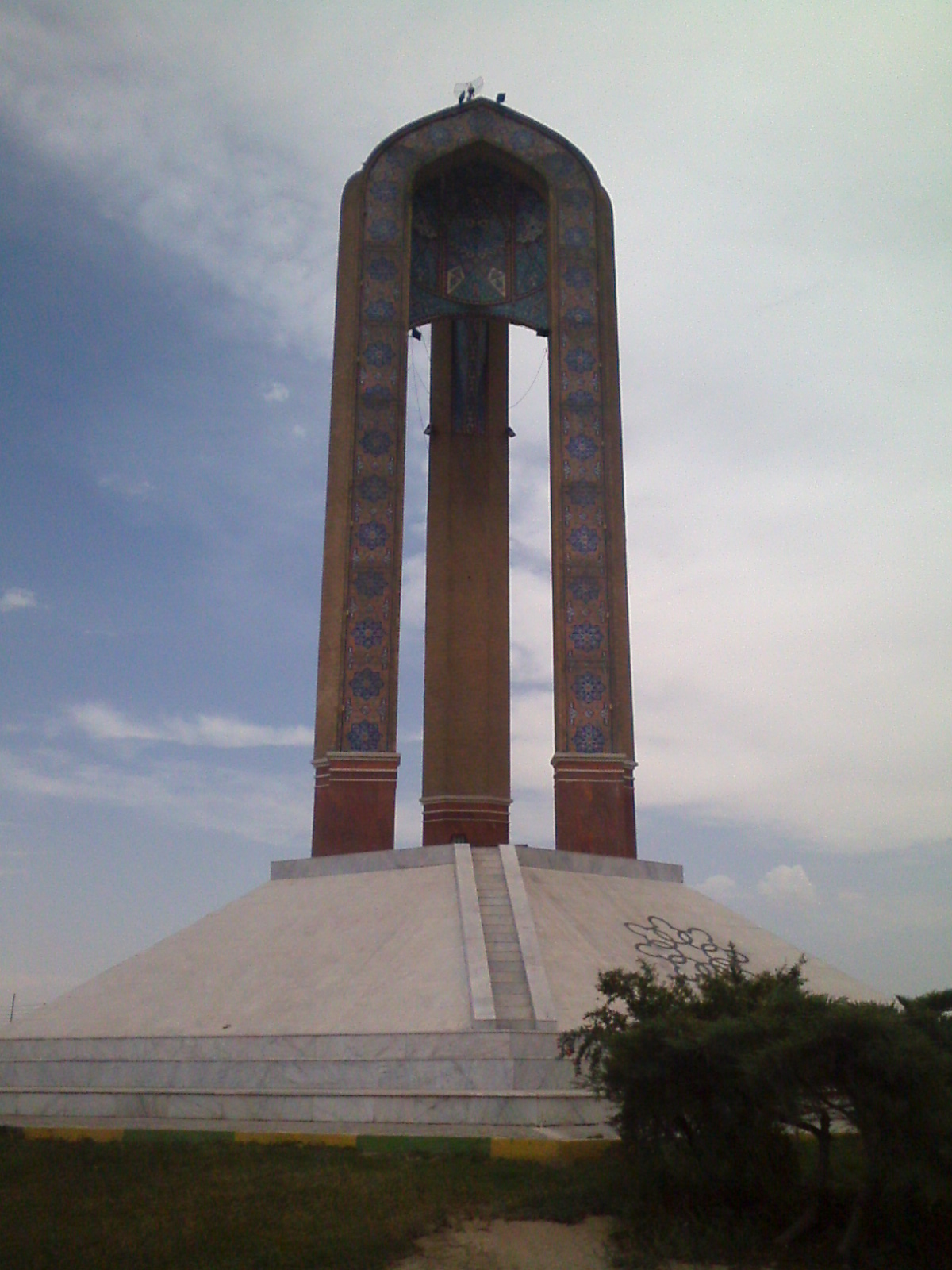
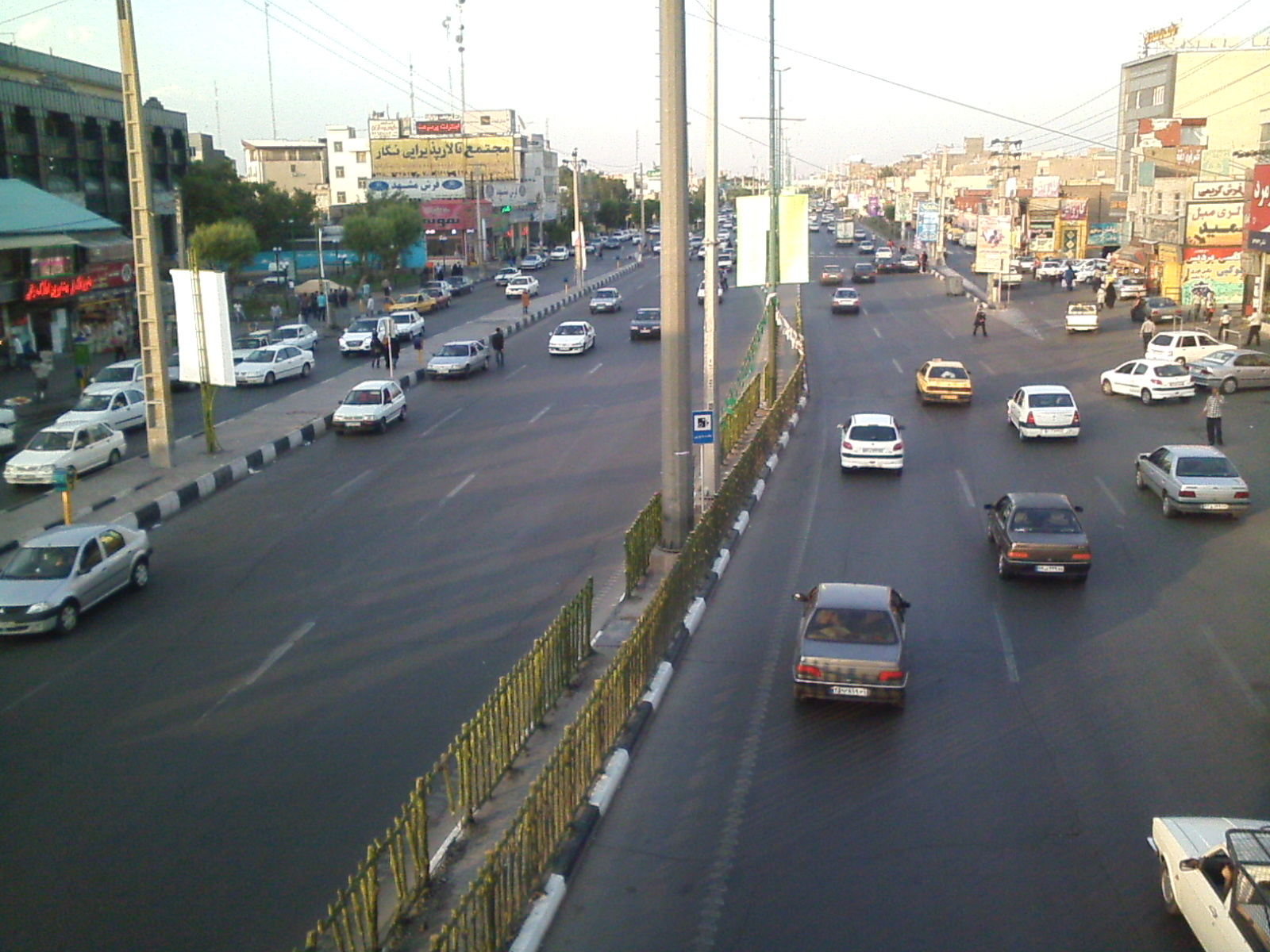
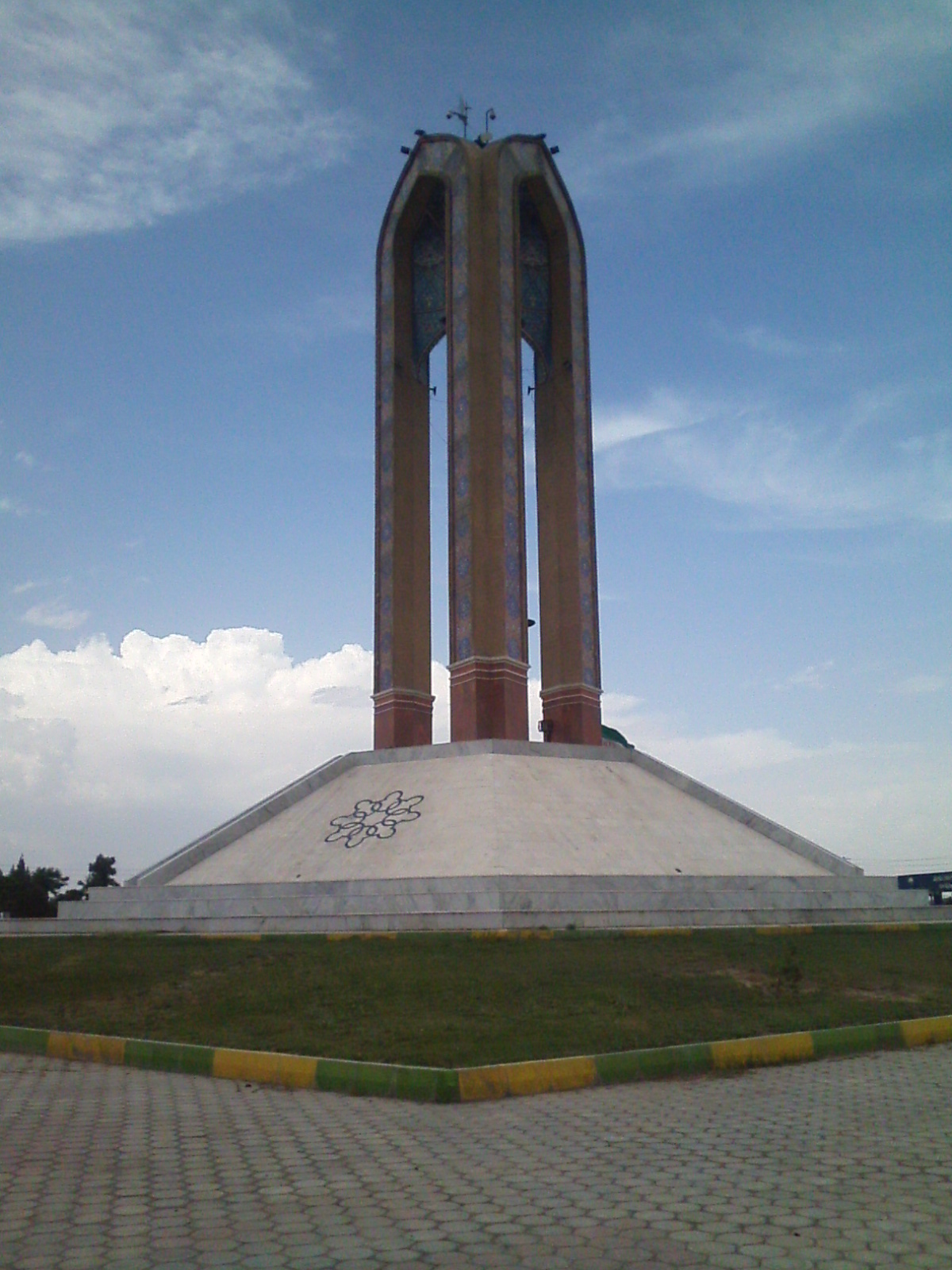